# Henry McCubbin
Henry McCubbin (n. 15 iulie 1942 – d. 13 noiembrie 2023) a fost un om politic britanic, membru al Parlamentului European în perioada 1989-1994 din partea Regatului Unit.